# ماتیاس کایت
ماتیاس کایت (استونیایی: Mattias Käit؛ زادهٔ ۲۹ ژوئن ۱۹۹۸) بازیکن فوتبال اهل استونی است.
از باشگاه‌هایی که در آن بازی کرده‌است می‌توان به باشگاه فوتبال فولام اشاره کرد.
وی همچنین در تیم‌های ملی فوتبال زیر ۱۶ سال، زیر ۱۷ سال، زیر ۱۹ سال، زیر ۲۱ سال استونی، زیر ۲۳ سال، و استونی بازی کرده‌است.